# Super Bowl XXXII
Il Super Bowl XXXII è stata la partita di finale della National Football League tra i vincitori della National Football Conference (NFC) e della American Football Conference (AFC) nella stagione del 1997 e venne giocata il 25 gennaio 1998 al Qualcomm Stadium di San Diego. I Broncos sconfissero i favoriti Packers con un punteggio di 31–24.
Questa fu la prima vittoria di Denver dopo avere perso le quattro precedenti apparizioni al Super Bowl, interrompendo una striscia di tredici sconfitte consecutive delle squadre della AFC al Super Bowl (l'ultima squadra della conference a vincere erano stati i Los Angeles Raiders nel Super Bowl XVIII nel 1984). I Broncos, che giunsero alla partita dopo avere terminato la stagione regolare con un record di 12-4, divennero la seconda formazione della storia ad essersi qualificata come wild card a vincere il Super Bowl dopo i Raiders nel Super Bowl XV. I Packers, che arrivarono alla partita come campioni in carica con un record di 13-3 nella stagione regolare, divennero la prima squadra a perdere il Super Bowl dopo avere i favori del pronostico in doppia cifra (11,5 a 1) dal Super Bowl IV.
La gara si mantenne equilibrata per la maggior parte del tempo. I Broncos sfruttarono due palloni persi dagli avversari portandosi in vantaggio per 17–7 nel secondo quarto, prima che i Packers si riavvicinassero fino al 17–14 all'intervallo. Green Bay mantenne il ritmo di Denver nel secondo tempo, pareggiando la gara con 13 minuti e 32 secondi al termine. Entrambe le difese ressero, finché il running back dei Broncos Terrell Davis segnò il touchdown del vantaggio a un minuto e 45 secondi dal termine. Malgrado l'aver sofferto di un'emicrania che gli fece perdere la maggior parte del secondo quarto, Davis (un nativo di San Diego) fu nominato MVP del Super Bowl, dopo aver corso 157 yard, ricevuto due passaggi per 8 yard e segnato un record del Super Bowl di tre touchdown su corsa.

## Formazioni titolari
Fonte:
| Denver Broncos      |      | Green Bay Packers     |
| ------------------- | ---- | --------------------- |
| Attacco             |      |                       |
| Ed McCaffrey #87    | WR   | Robert Brooks #87     |
| Gary Zimmerman #65  | LT   | Ross Verba #78        |
| Mark Schlereth #69  | LG   | Aaron Taylor #73      |
| Tom Nalen #66       | C    | Frank Winters #52     |
| Brian Habib #75     | RG   | Adam Timmerman #63    |
| Tony Jones #77      | RT   | Earl Dotson #72       |
| Shannon Sharpe #84  | TE   | Mark Chmura #89       |
| Rod Smith #80       | WR   | Antonio Freeman #86   |
| John Elway #7       | QB   | Brett Favre #4        |
| Terrell Davis #30   | RB   | Dorsey Levens #25     |
| Howard Griffith #29 | FB   | William Henderson #30 |
| Difesa              |      |                       |
| Neil Smith #90      | LDE  | Reggie White #92      |
| Keith Traylor #94   | LDT  | Gilbert Brown #93     |
| Maa Tanuvasa #98    | RDT  | Santana Dotson #72    |
| Alfred Williams #91 | RE   | Gabe Wilkins #98      |
| John Mobley #51     | LOLB | Seth Joyner #54       |
| Allen Aldridge #57  | MLB  | Bernardo Harris #55   |
| Bill Romanowski #53 | ROLB | Brian Williams #51    |
| Ray Crockett #39    | LCB  | Doug Evans #33        |
| Darrien Gordon #23  | RCB  | Tyrone Williams #37   |
| Tyrone Braxton #34  | SS   | LeRoy Butler #36      |
| Steve Atwater #27   | FS   | Eugene Robinson #41   |
| Special Team        |      |                       |
| Jason Elam #1       | K    | Ryan Longwell #8      |
| Tom Rouen #16       | P    | Craig Hentrich #17    |

## Punti realizzati
1° quarto
- touchdown di Antonio Freeman su passaggio di 22 yard di Brett Favre (extra-point convertito) - 7-0
- touchdown di Terrell Davis su corsa di una yard (extra-point convertito) - 7-7

2° quarto
- touchdown di John Elway su corsa di una yard (extra-point convertito) - 7-14
- field goal di 51 yard di Jason Elam - 7-17
- touchdown di Mark Chmura su passaggio da 6 yard di Brett Favre (extra-point convertito) - 14-17

3° quarto
- field goal da 27 yard di Ryan Longwell - 17-17
- touchdown di Terrell Davis su corda di una yard (extra-point convertito) - 17-24

4° quarto
- touchdown di Antonio Freeman su passaggio da 13 yard di Brett Favre (extra-point convertito) - 24-24
- touchdown di Terrell Davis su corsa di una yard (extra-point convertito) - 24-31